# 1995 YO3
1995 YO3 är en asteroid i huvudbältet som upptäcktes 27 december 1995 av den japanska astronomen Takao Kobayashi vid Ōizumi-observatoriet.
Den tillhör asteroidgruppen Massalia.